# Thom de Graaf
Thomas Carolus de Graaf, detto Thom (Amsterdam, 11 giugno 1957), è un politico olandese, attuale vicepresidente del Consiglio di Stato dal 1º novembre 2018 ed ex ministro dell'interno e viceministro presidente sotto Jan Peter Balkenende dal 2003 al 2005. Deputato prima e senatore dopo, ha guidato come leader i Democratici 66 e ha rappresentato questi come capogruppo alla Tweede Kamer.

## Biografia

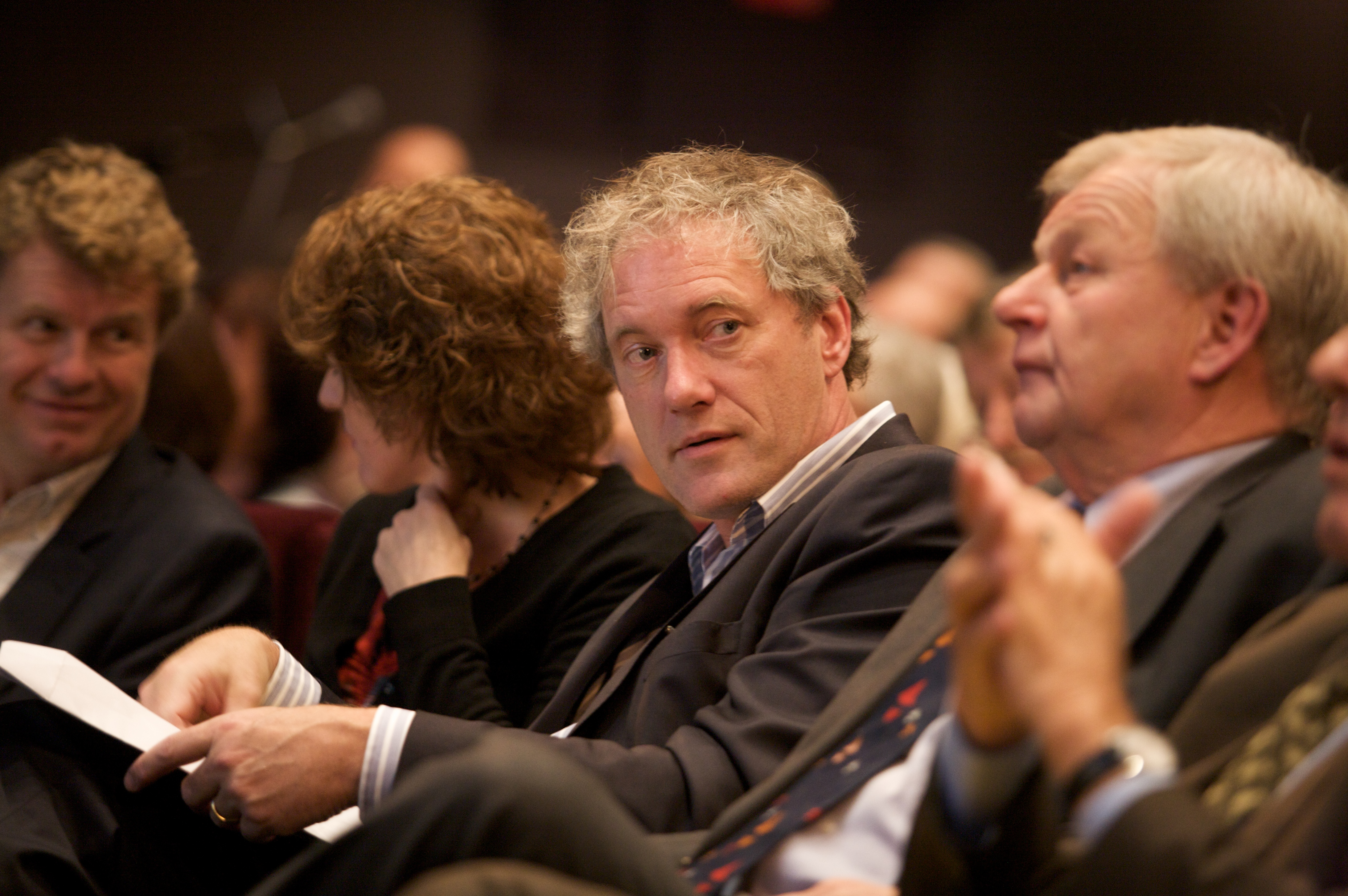
Thom de Graaf nel 2009 al congresso dei D66.

Figlio del deputato e sindaco di Nimega Theo de Graaf, ha studiato giurisprudenza all'Università Radboud di Nimega.
Dal 1990 al 1994 è stato membro del Consiglio comunale di Leida.
Dal 1994 al 2003 ha fatto parte della Tweede Kamer. Dal 1998 al 2003 è stato anche leader del partito Democratici 66.
Dal 27 maggio 2003 al 23 marzo 2005 ha ricoperto l'incarico di ministro delle riforme governative e delle relazioni con il Regno e di viceministro presidente dei Paesi Bassi.
Dal 2007 al 2012 De Graaf è stato sindaco di Nimega.
Dal 2011 fa parte della Eerste Kamer mentre dal 2015 è anche presidente del gruppo parlamentare dei Democratici 66. È vicepresidente del Consiglio di Stato (Raad van State), succeduto nella carica a Piet Hein Donner.
Thom de Graaf è sposato dal 15 settembre 1981 e ha due figli.